# Alchemilla superata
Alchemilla superata är en rosväxtart som beskrevs av A. Plocek. Alchemilla superata ingår i släktet daggkåpor, och familjen rosväxter. Inga underarter finns listade i Catalogue of Life.